# Хлебодаровка (Мелеузовский район)
Хлебода́ровка (баш. Хлебодаровка) — село в Мелеузовском районе Республики Башкортостан Российской Федерации. Входит в состав Александровского сельсовета.

## География

### Географическое положение
Расстояние до:
- районного центра (Мелеуз): 34 км,
- центра сельсовета (Александровка): 9 км,
- ближайшей ж/д станции (Мелеуз): 34 км.

## Население
| 2002 | 2009 | 2010 |
| ---- | ---- | ---- |
| 350  | ↗383 | ↘253 |

### Национальный состав
Согласно переписи 2002 года, преобладающая национальность — русские (96 %).

## Религия
В селе есть православная церковь Успения Пресвятой Богородицы.